# Sidonie Laroche
Sidonie Laroche est une joueuse internationale française de rink hockey née le 9 octobre 1996.

## Palmarès
En 2012, elle est sacrée championne du monde.